# ألان جنكينز (شاعر)
ألان جنكينز (بالإنجليزية: Alan Jenkins)‏ هو شاعر بريطاني، ولد في 1955 في كينغستون ‏ في المملكة المتحدة.

## وصلات خارجية
- ألان جنكينز على موقع ميوزك برينز (الإنجليزية)